# Азас (коммуна)
Аза́с (фр. Azas, окс. Asàs) — коммуна во Франции, находится в регионе Юг — Пиренеи. Департамент — Верхняя Гаронна. Входит в состав кантона Монтастрюк-ла-Консейер. Округ коммуны — Тулуза.
Код INSEE коммуны — 31038.

## География
Коммуна расположена приблизительно в 580 км к югу от Парижа, в 23 км к северо-востоку от Тулузы.
По территории коммуны протекает небольшая река Мулен-д’Азас (англ. Mouline d'Azas).

## Климат
Климат умеренно-океанический. Зима мягкая и снежная, весна характеризуется сильными дождями и грозами, лето сухое и жаркое, осень солнечная. Преобладают сильные юго-восточные и северо-западные ветры.

## Население
Население коммуны на 2010 год составляло 571 человек.
| 1962 | 1968 | 1975 | 1982 | 1990 | 1999 | 2010 |
| ---- | ---- | ---- | ---- | ---- | ---- | ---- |
| 309  | 279  | 254  | 306  | 351  | 400  | 571  |

## Администрация
| Период | Период | Фамилия            | Партия | Примечания |
| ------ | ------ | ------------------ | ------ | ---------- |
| 2001   | 2014   | Одон де Пен        |        | фермер     |
| 2014   | 2020   | Мария-Тереза Лакур |        |            |

## Экономика
В 2010 году среди 353 человек трудоспособного возраста (15—64 лет) 279 были экономически активными, 74 — неактивными (показатель активности — 79,0 %, в 1999 году было 71,5 %). Из 279 активных жителей работали 264 человека (140 мужчин и 124 женщины), безработных было 15 (6 мужчин и 9 женщин). Среди 74 неактивных 20 человек были учениками или студентами, 37 — пенсионерами, 17 были неактивными по другим причинам.

## Достопримечательности
- Замок Азас
- Церковь Св. Мартина